# Lombards de Sicile
Pour les articles homonymes, voir Lombard.
Les Lombards de Sicile, appelée aussi gallo-italiques de Sicile (en italien : Lombardi di Sicilia ou gallo-italici di Sicilia), sont une minorité ethnolinguistique installée en Sicile. Elle descend de plusieurs groupes de soldats lombards, originaires du nord de l'Italie et arrivés au cours du Moyen Âge.

## Histoire
Les minorités lombardes de Sicile, qui parlent gallo-italique, ont été formées avec l'arrivée des soldats et colons lombards de l’Italie du Nord en Sicile, dans le contexte de la conquête normande de l'Italie du Sud.

### Origine des Lombards en Italie
Les Lombards sont à l'origine un peuple germanique qui n'arriva dans le nord de l'Italie qu'en 568. Selon la tradition médiévale, ils seraient arrivés de Scandinavie. Les premières traces historiques notent la présence de ce peuple le long du fleuve de l'Elbe (dans l'actuelle Allemagne, d'où ils auraient ensuite émigré pour s'installer le long du Danube.